# Lourinhasaurus
Lourinhasaurus là một chi khủng long, được Dantas Sanz C. et al mô tả khoa học năm 1998.